# Италиански шестчасов часовник
Шестчасовият часовник (на италиански: sistema orario a sei ore), наречен и Римска (на италиански: alla romana) или Италианска система (на италиански: all'italiana), е система за отбелязване на дата и час в Италия, изобретена преди съвременния 24-часов часовник. В тази система денят започва вечерта, в края на здрача, приблизително половин час след залез-слънце, а следващите 24 часа са разделени на четири цикъла от по шест часа всеки.
В историята са известни няколко други древни системи за отчитане на времето, които са започвали деня по здрач. В този случай практиката в Италия датира от Средновековието, в Папската държава, откъдето се разпространява в други части на Централна Италия. Произхожда от монашеската традиция на разделяне на деня според времето за молитва. Макар че е често срещан от XV до XVI век, той е заменен от 12-часов часовник първо на север, а на юг около началото на XIX век.
Много исторически сгради в Италия имат стари циферблати на часовници, разделени на шест часа, които правят четири оборота на ден.
Часовник, който отброява само шест часа, има предимството, че е много по-опростен в механично отношение, тъй като по-широките пролуки между часовите маркировки означават, че времето може да бъде ясно маркирано само с една стрелка.